# Devoli szerződés
A devoli szerződést ( görögül: συνθήκη της Δεαβόλεως) I. Bohemond antiochiai fejedelem és I. Alexiosz Komnénosz bizánci császár kötötte 1108-ban, az első keresztes hadjárat idején. Nevét a mai Albánia területén lévő bizánci Devol erődről kapta. Bár a szerződést nem hajtották végre azonnal, célja az volt, hogy az Antiochiai Fejedelemséget a Bizánci Birodalom vazallus államává tegye.
Az első keresztes hadjárat kezdetén a keresztes hadak összegyűltek Konstantinápolyban, és megígérték, hogy visszaadnak a Bizánci Birodalomnak minden földet, amelyet meghódítanak. Bohemond, Alexios egykori ellenségének, Robert Guiscardnak a fia azonban magának követelte az Antiochiai Fejedelemséget. Alexios nem ismerte el a fejedelemség legitimitását, emiatt Bohemond Európába ment, hogy támogatókat keressen. Nyílt háborúba kezdett Alexios ellen, ostrom alá vette Dyrrhachiumot, de hamarosan kénytelen volt felhagyni vele, és tárgyalásokba bocsátkozott Alexiosszal a diabolisi (Devol) császári táborban, ahol a szerződést is aláírták később.
A szerződés feltételei szerint Bohemond beleegyezett, hogy a császár vazallusa lesz, és szükség esetén megvédi a birodalmat. Elfogadta egy görög pátriárka kinevezését is Antiochiában. Cserébe megkapta az antiochiai szebasztosz és dux (herceg) címeket, és garantálták a jogot, hogy örököseinek továbbadhatja az Edesszai Grófságot. Ezt követően Bohemond Pugliába (Apulia) vonult vissza, és ott halt meg. Unokaöccse, Tancred, aki régens volt Antiochiában, nem volt hajlandó elfogadni a szerződés feltételeit. Antiochia 1137-ben ideiglenesen bizánci fennhatóság alá került, de csak 1158-ban vált igazán bizánci vazallussá.
A devoli szerződés tipikus példája annak a bizánci felfogásnak, hogy a vitákat inkább diplomáciával, mint háborúval rendezzék.

## Háttér

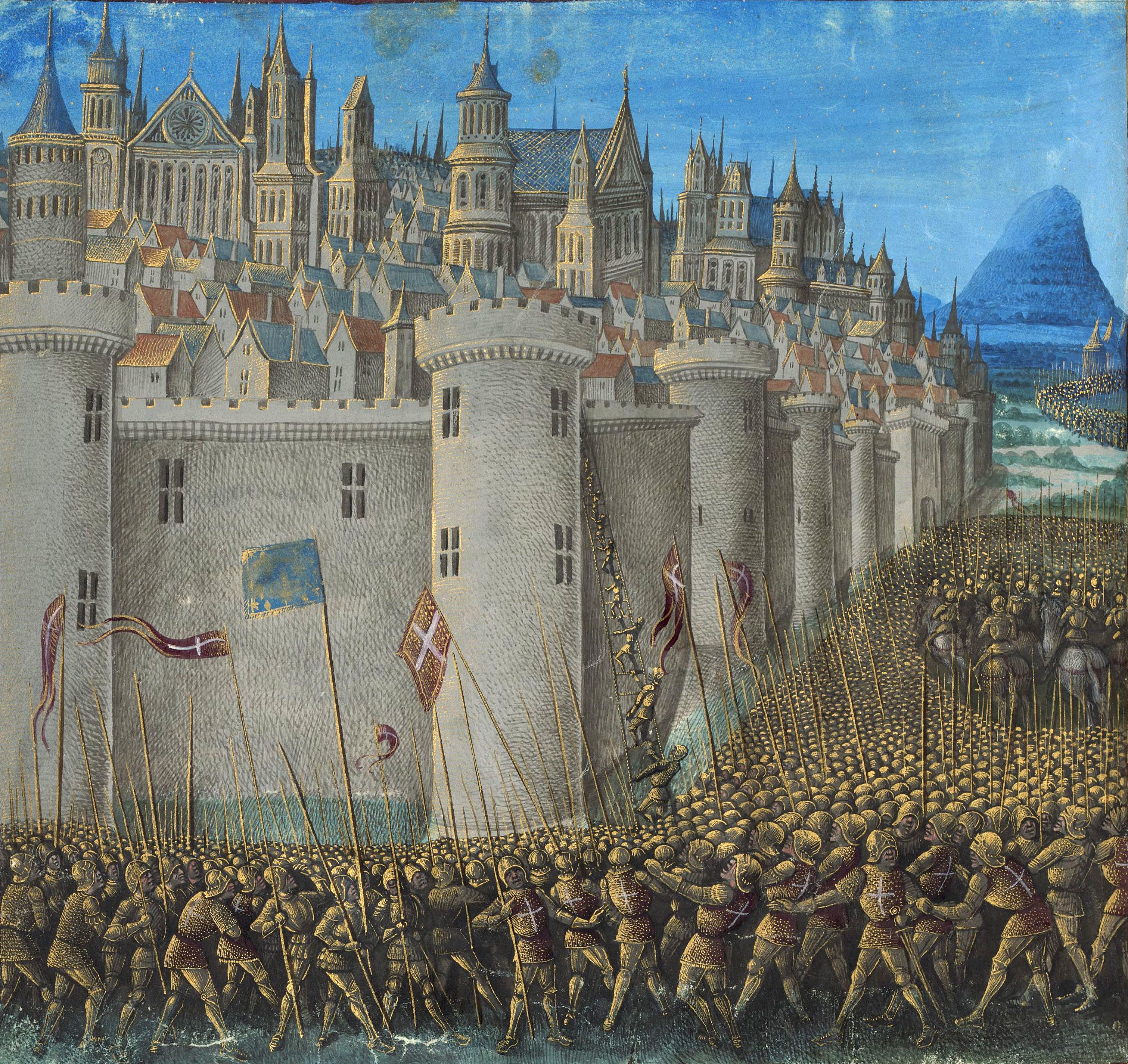
Antiochia ostroma egy középkori miniatűr festményről

1097-ben nagy létszámú keresztes hadak gyülekeztek Konstantinápolyban, annak ellenére, hogy I. Alexiosz csupán néhány nyugati lovagot kért fel zsoldosként a szeldzsuk törökök elleni harcban. Alexiosz blokád alá vette ezeket a seregeket a városban, és nem engedte, hogy tovább vonuljanak, amíg a vezetőik esküt nem tesznek, hogy visszaadják Bizáncnak a korábban birtokolt földjeit miközben a Jeruzsálem felé vezető úton hódítanak. Cserébe Alexios vezetőket és katonai kíséretet biztosított a keresztes sereg számára. A kereszteseket azonban elkeserítették a bizánciak taktikája. Például a szeldzsukokkokkal való tárgyalások Nicaea átadásáról, miközben a keresztesek még ostrom alatt tartották a várost, és abban reménykedtek, hogy kifosztják, hogy így finanszírozzák a továbbhaladásukat Jeruzsálem felé. A keresztes lovagok,1098-ban, amikor Antiochiát hosszú ostrom után elfoglalták, úgy vélték, hogy mivel Alexiosz (aki az ostrom alatt Kis-Ázsiába vezetett hadjáratot) nem sietett a segítségükre, elárulta őket, ezzel az eskü érvénytelenné vált.
1100-ra több keresztes állam jött létre, köztük az Antiochiai Fejedelemség, amelyet Bohemund alapított 1098-ban. Egyesek azzal érveltek, hogy Antiochiát vissza kell adni a bizánciaknak, Alexios feltételezett árulásai ellenére, de Bohemund magának követelte ezt a területet. Alexiosz természetesen nem értett egyet vele; Antiochiának fontos kikötője volt, fontos kereskedelmi csomópont volt és a keleti ortodox egyház egyik fellegváraként itt székelt az Antiochiai ortodox pátriárka. Továbbá a muzulmánok csak néhány évtizeddel korábban foglalták el a Bizánctól, ellentétben Jeruzsálemmel, amely sokkal távolabb is volt, és már évszázadok óta nem volt bizánci kézen. Alexiosz ezért nem ismerte el a Fejedelemség legitimitását, mert úgy vélte, hogy Bohemund 1097-ben tett esküje szerint vissza kell adnia a Birodalomnak. Ezért hozzálátott, hogy kilakoltassa Bohemundot Antiókhiából.
Bohemund 1100-ban további sérelmet okozott Alexiosznak és a keleti ortodox egyháznak is, amikor Valence-i Bernardot nevezte ki Antiochia latin pátriárkájává, és egyúttal kiutasította a görög pátriárkát, Oxitosz Jánost, aki Konstantinápolyba menekült. Nem sokkal ezután Bohemundot elfogták a szíriai danismendidák, és három évre bebörtönözték, amely alatt az antiochiaiak unokaöccsét, Tankrédot választották régensnek. Miután Bohemund kiszabadult, 1104-ben a Harrani csatában vereséget szenvedett a szeldzsukoktól; e vereség után kiújultak az Antiókhia elleni szeldzsukok és bizánci támadások. Bohemond emiatt Tancredre hagyta Antiochia vezetését, és visszatért Nyugatra, körbejárva Olaszországot és Franciaországot támogatókat keresve. Elnyerte II. Paszkál pápa és I. Fülöp francia király támogatását, akinek lányát feleségül is vette. Nem egyértelmű, hogy expedíciója keresztes hadjáratnak minősül-e vagy sem.
Bohemund szicíliai normann rokonai több mint 30 éve konfliktusban álltak a Bizánci Birodalommal; apja , Robert Guiscard a Birodalom egyik legfélelmetesebb ellensége volt. Amíg Bohemund távol volt, Alexiosz hadsereget küldött Antiókhia és Kilikia városainak újbóli elfoglalására. Bohemund 1107-ben, új hadsereget szervezett a szíriai muszlimok ellen tervezett keresztes hadjáratához. Azonban Bohemund a muszlimok helyett nyílt háborúba kezdett Alexiosz ellen, átkelve az Adrián, hogy ostrom alá vegye Dyrrhachiumot, a Birodalom legnyugatibb városát. Apjához hasonlóan azonban Bohemund sem tudott jelentősen előhaladni a Birodalom belsejében; Alexiosz elkerülte a nyílt csatákat, és Bohemund várostroma kudarcot vallott, részben a seregében dúló pestis miatt. Bohemund hamarosan lehetetlen helyzetbe került, elszigetelődve Dyrrhachium előtt: tengeri menekülését a velenceiek elvágták, II. Paszkál pedig visszavonta támogatását.

## Tárgyalások

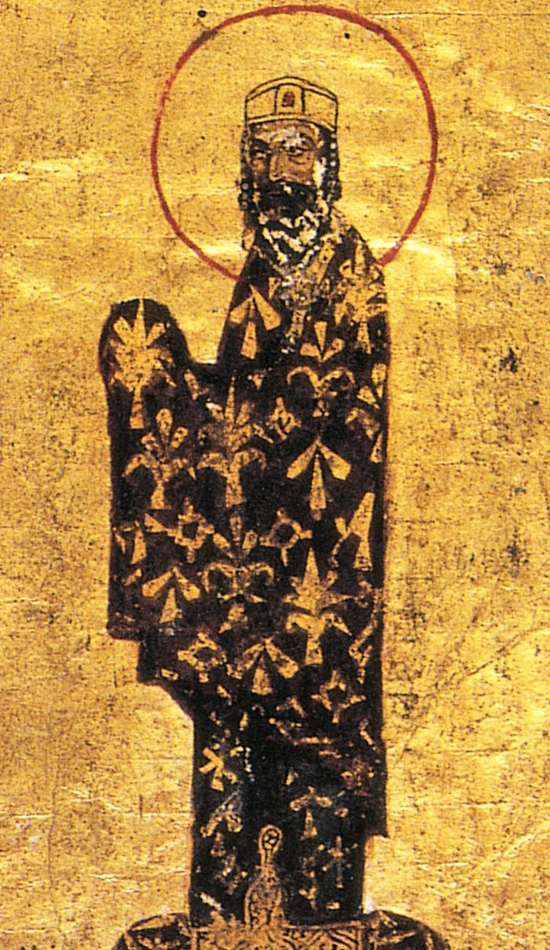
I. Alexiosz Komnénosz bizánci császár

1108 szeptemberében Alexiosz felszólította Bohemundot, hogy tárgyaljon vele a diabolisi (Devol) császári táborban. Bohemundnak nem volt más választása, mint elfogadni, most, hogy betegségtől sújtott serege már nem lesz képes legyőzni Alexioszt a harctéren. Elismerte, hogy megszegte az 1097-ben tett esküt, de azt már nem volt hajlandó elismerni, hogy annak bármiféle hatása lenne a jelenlegi körülményekre, mivel Bohemund szerint Alexiosz is megszegte az esküt, amikor visszafordult Antiochia ostromától 1098-ben. Alexiosz beleegyezett, hogy érvénytelennek tekintse az 1097-es megállapodást. A szerződés konkrét feltételeit Niképhorosz Brüenniosz tábornok tárgyalta, és Anna Komnene rögzítette:
- Bohemund beleegyezett, hogy Alexiosznak, valamint Alexiosz fiának Jánosnak vazallusa legyen;[19]
- Beleegyezett, hogy segít megvédeni a birodalmat, bárhol és bármikor, amikor erre kötelezik, és beleegyezett abba, hogy e szolgálatért cserébe évente 200 talentumot fizetséget kap;
- Megkapta a szebasztosz címet, valamint az antiochiai dux (herceg) címet;
- Birodalmi hűbérbirtokként megkapta Antiochiát és Aleppót. (ez utóbbit sem a keresztesek, sem a bizánciak nem ellenőrizték, de úgy volt, hogy Bohemundnak meg kell próbálnia meghódítani);
- Beleegyezett abba, hogy Laodiceát és más cilíciai területeket visszaadja Alexiosznak;
- Beleegyezett abba, hogy Alexiosz görög pátriárkát nevezzen ki "a konstantinápolyi nagy egyház tanítványai közé" (A görög pátriárka helyreállítása a birodalomnak való alávetettség elfogadását jelentette, de kánoni kérdéseket vetett fel, amelyeket nehéz volt megoldani).[20][21]

A feltételeket Bohemond nyugati felfogása szerint tárgyalták meg, így ő magát Alexiosz hűbéresének, (homo ligius vagy ἄνθρωπος λίζιος) tekintette, a nyugaton szokásos módon, minden ezzel járó kötelezettséggel együtt: köteles volt katonai segítséget nyújtani a császárnak, kivéve azokat a háborúkat, amelyekben ő maga is részt vett, és szolgálni őt minden ellensége ellen, Európában és Ázsiában.
Anna Komnene gyakran ismétlődő részletekkel írta le a tárgyalást, amelyben Bohemund sokszor rámutatott saját hibáira, és dicsérte Alexiosz és a birodalom jóindulatát. Ez az eljárás meglehetősen megalázó lehetett Bohemund számára. Másrészt, mivel Anna műve az apját volt hivatott dicsérni, emiatt a benne foglaltak talán nem teljesen pontosak.
A szóbeli megállapodást két példányban írták le, az egyiket Alexiosz, a másikat Bohemund kapta. Anna szerint Bohemund táborából a tanúk, akik aláírták a szerződés másolatát, Maurus, Amalfi püspöke és pápai legátus, Renard, Tarentum püspöke és az őket kísérő kisebb papság voltak; a brindisi Szent András-kolostor apátja két szerzetesével együtt; és számos névtelen „zarándok” (valószínűleg Bohemund hadseregének katonái). Alexiosz császári udvarából a szerződést a nápolyi Marinosz szebasztosz, Roger, Dagobert fia, Alifás Péter, Gand Vilmos, Salernói Richárd, Mailly Geoffrey, Hubert Raoul fia. A királyné rokonsága (az egykori bolgár királyi családból), Peresz és Simon magyarországi nagykövetek, valamint Bazil Eunuch és Konstantin nagykövetek. Alexiosz tanúi közül sokan maguk is nyugatiak voltak, akik magas beosztást töltöttek be a bizánci hadseregben és a császári udvarban; Bazil és Konstantin követek Bohemund rokonainak szolgálatában álltak Szicíliában.
Egyik példány sem maradt fenn. Lehet, hogy latinul, görögül vagy mindkettővel írták. Mindkét nyelv egyformán valószínű, tekintettel a jelenlévő nyugatiak számára, akik közül sokan tudtak volna latinul. Nem világos, hogy Bohemond engedményeit mennyire ismerték Latin-Európában, mivel csak néhány krónikás említi egyáltalán a szerződést; Chartres-i Fulcher egyszerűen azt mondja, hogy Bohemond és Alexios kibékültek.

Kis-Ázsia és a keresztes államok 1140 körül

A szerződés inkább Alexiosz érdekeit szolgálta, mivel előírta Antióchia betagozódását a Birodalomba. Alexiosz, felismerve, hogy lehetetlen kiűzni Bohemundot Antiochiából, megpróbálta beilleszteni őt a bizánci uralom struktúrájába, és a Birodalom javára dolgoztatni. Bohemund Antiochiát csak a dux címmel tarthatta meg. Aztán pedig a fejedelemség Bohemund halálakor visszatér a közvetlen bizánci uralom alá. Bohemund ezért nem alapíthatott dinasztiát Antióchiában, bár biztosították számára a jogot, hogy örököseinek adja át Edesszát, és minden más olyan területet, amelyet Szíria belsejében sikerül meghódítania.

## Utóhatások

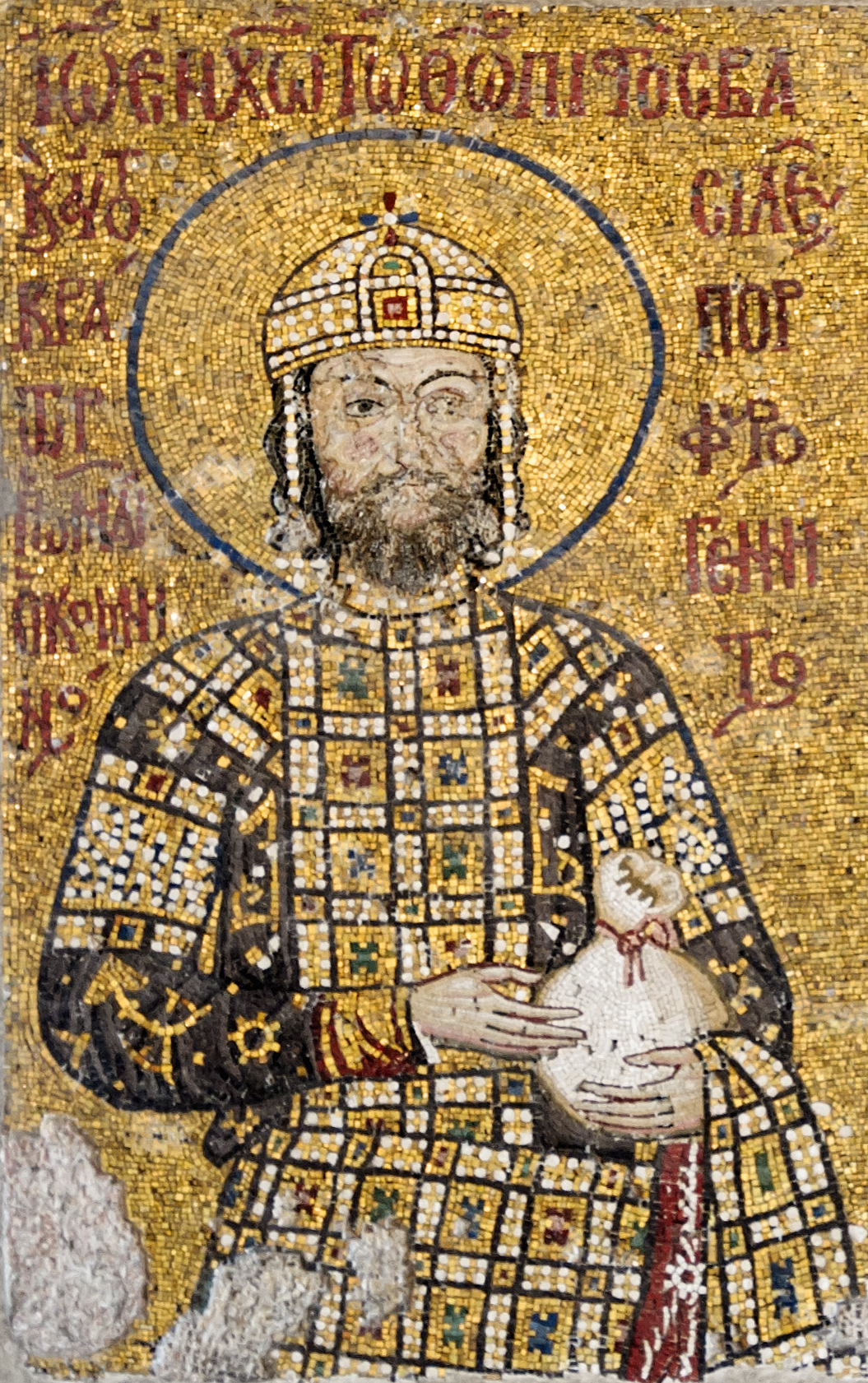
II. Jánost, Alexiosz fiát ábrázoló mozaik, aki i. sz. 1137-ben elfoglalta Antióchiát

Bohemund soha nem tért vissza Antiochiába (Szicíliába ment, ahol 1111-ben elhúnyt), és a szerződés gondosan felépített záradékait soha nem hajtották végre.
Antiochia és a szomszédos cilíciai városok státuszának kérdése ezt követően sok éven át nyugtalanította a Birodalmat. Bár a Devoli Szerződés soha nem lépett életbe, ez biztosította a jogalapot a bizánci tárgyalásokhoz a keresztes lovagokkal a következő harminc évben, valamint az Antióchiával szembeni birodalmi igényekhez II. János és I. Mánuel uralkodása alatt. Ezért II. János megpróbálta érvényesíteni a hatalmát, 1137-ben maga is Antióchiába utazott seregével, és megostromolta a várost. Antióchia polgárai megpróbáltak tárgyalni, de János a város feltétel nélküli megadását követelte. Miután Jeruzsálem királya, Fulkó, engedélyt adott rá, Raymond, Antiochia hercege beleegyezett, hogy átadja a várost Jánosnak. A megállapodás, amelyet Raymond kötött Jánossal, kifejezetten a Devoli szerződésen alapult, de túlmutat azon: Raymond, akit Antióchiáért birodalmi vazallusaként ismertek el, szabad belépést ígért a császárnak Antiókhiába, és vállalta, hogy átadja a várost cserébe Aleppóért, Shaizarért, Homszért és Hamáért, amint ezeket meghódították a muszlimoktól. Ezután Raymond fog uralkodni az újonnan meghódított városokban, Antióchia pedig visszatér a közvetlenül a birodalom uraloma alá. A hadjárat azonban végül kudarcot vallott, részben azért, mert Raymond és II. Joscelin, Edesza grófja, akik kénytelenek voltak csatlakozni Jánoshoz, mint vazallusai, nem tették a dolgukat. Amikor Antióchiába visszatérve János ragaszkodott ahhoz, hogy birtokba vegye a várost, a két fejedelem lázadást szervezett. Jánost ostrom alá vették a városban, aki 1138-ban kénytelen volt távozni és visszatérni Konstantinápolyba. Diplomatikusan elfogadta Raymond és Joscelin mentegetőzését, hogy semmi közük a lázadáshoz. János 1142-ben ismételten támadott. Azonban a hadjárat közben váratlanul meghalt. A bizánci hadsereg ekkor visszavonult.

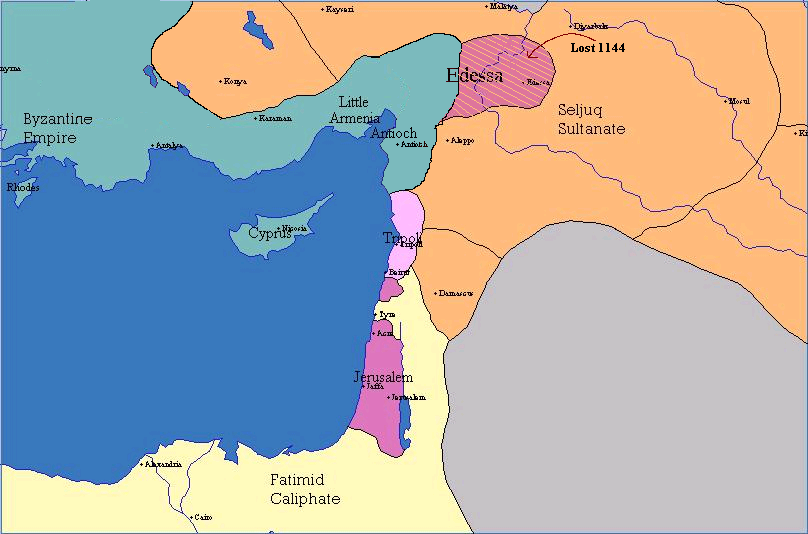
Antióchia bizánci védelem alatt (1159–1180 között)

Csak 1158-ban, I. Mánuel uralkodása alatt vált Antióchia valóban a birodalom vazallusává, miután Maánuel arra kényszerítette Rajnald Châtillon herceget, hogy esküdjön neki hűséget, büntetésképpen amiért Rajnald megtámadta a bizánci Ciprust. A görög pátriárkát visszaállították, és a latin pátriárkával együtt uralkodott. Antióchia, amelyet Rajnald 1160-as muszlimok általi elfogása után meggyengítettek a tehetetlen régensek, bizánci vazallus állam maradt egészen 1182-ig.
A balkáni határvidéken a Devoli szerződés jelentette a déli adriai partvidékre irányuló normann fenyegetés végét Alexiosz uralkodása alatt és később; a határvédelem hatékonysága a 12. század nagy részében megakadályozta a Dyrrachiumon keresztül történő további inváziókat.

## Fordítás
Ez a szócikk részben vagy egészben  a   Treaty of Devol című angol Wikipédia-szócikk ezen változatának fordításán alapul.  Az eredeti cikk szerkesztőit annak laptörténete sorolja fel. Ez a jelzés csupán a megfogalmazás eredetét és a szerzői jogokat jelzi, nem szolgál a cikkben szereplő információk forrásmegjelöléseként.

### Elsődleges források
- Anna Komnéné: Alexias; ford. németre, bevezetve és jegyzetverssel D. R. Reinschtől. DuMont, Köln 1996. ISBN 3-7701-3492-3, 13.11–12

### Másodlagos források
- Türoszi Vilmos, Historia rerum in partibus transmarinis gestarum, Vol. I, 11.6.

## További irodalom
- Thomas S. Asbridge, The Creation of the Principality of Antioch, 1098–1130. The Boydell Press, Woodbridge 2000, ISBN 0-85115-661-4
- Jonathan Harris, Byzantium and the Crusades. Hambledon and London, London u. a. 2003, ISBN 1-85285-298-4
- Ralph-Johannes Lilie, Byzantium and the Crusader States, 1096–1204. Trans. JC Morris és JC Ridings. Clarendon Press, 1993.
- Kenneth M. Setton, szerk., A History of the Crusades, 2. és 5. kötet The University of Wisconsin Press, Madison WI 1969–1989, ISBN 0-299-10740-X
- Ralph-Johannes Lilie: Byzanz und die Kreuzfahrerstaaten. Studien zur Politik des byzantinischen Reiches gegenüber den Staaten der Kreuzfahrer in Syrien und Palästina bis zum vierten Kreuzzug (1096-1204). Fink, München 1981, ISBN 3-7705-2042-4, (Poikila byzantina 1).